# Pierre Buigues
Pierre Buigues, né le 26 avril 1949 à Perrégaux (Algérie), est un économiste français. Ancien conseiller économique à la DG concurrence à la Commission européenne, il est désormais professeur à TBS Education. Il a écrit de nombreux ouvrages,,.

## Biographie
Diplômé de Supélec en 1973, il obtient la même année un doctorat en sciences de gestion à l'Institut d'administration des entreprises de Paris. Il reçoit en 1981 un doctorat d’État en sciences de gestion à l'université d'Aix-Marseille.